# پراودولیوب
پراودولیوب (به بلغاری: Pravdolyub) یک منطقهٔ مسکونی در بلغارستان است که در شهرستان آردینو واقع شده‌است.
 پراودولیوب ۴٫۴۳۶ کیلومتر مربع مساحت و ۲۰۴ نفر جمعیت دارد.